# Guerrino Tosello
Guerrino Tosello, né le 14 octobre 1943 à Candiana, est un coureur cycliste italien. Professionnel de 1966 à 1974, il a été vainqueur d'étape du Tour d'Italie en 1968 et 1971.

## Palmarès

### Palmarès amateur
- 1965
  - 2e du Gran Premio Vallese
- 1966
  - 3e et 7ea étapes du Tour d'Autriche
  - 2e du Trofeo Bulova

### Palmarès professionnel
- 1968
  - 7e étape du Tour d'Italie
- 1970
  - 5e étape secteur a de Tirreno-Adriatico
- 1971
  - 4e étape du Tour d'Italie

## Résultats sur les grands tours

### Tour de France
3 participations 
- 1967 : abandon (11e étape)
- 1969 : abandon (10e étape)
- 1970 : 39e

### Tour d'Italie
7 participations
- 1968 : abandon, vainqueur de la 7e étape
- 1969 : 29e
- 1970 : 50e
- 1971 : 35e, vainqueur de la 4e étape
- 1972 : 60e
- 1973 : abandon (13e étape)
- 1974 : abandon